# Luhr
Luhr, gammalt släktnamn från Westfalen i Tyskland. 
Släkten Luhr i Sverige härstammar från Reval (nuvarande Tallinn), där den kan ledas tillbaka till Hermann Luhr(en), nämnd i Reval från 1495, slutligen rådman och död 1535. Hans sonsonssöner, handelsmännen i Reval Hermann och Heinrich Luhr adlades 1650 med namnet von Luhren, men tog inte introduktion på Sveriges riddarhus. En summarisk översikt av släkten publicerades 1880 av Eugen von Nottbeck i "Siegel aus dem Revaler Rathsarchiv". Innan flykten till Sverige levde släkten i Nyen.